# Palpita cincinnatalis
Palpita cincinnatalis es una especie de polillas de la familia Crambidae descrita por Eugene G. Munroe en 1952. Se encuentra en América del Norte, donde se ha registrado en Florida, Illinois y Ohio.
Su envergadura es de unos 20 mm. Se han registrado adultos en vuelo de febrero a agosto.